# Louis Dubois (homme politique, 1801-1853)
Pour les articles homonymes, voir Louis Dubois et Dubois.
Louis Émile Dubois est un homme politique français né le 23 octobre 1801 à Harfleur (Seine-Maritime) et décédé le 4 juin 1853 à Paris.
Notaire au Havre, puis banquier, il est député de la Seine-Maritime de 1844 à 1848, siégeant dans la majorité soutenant les ministères de la Monarchie de Juillet.

## Sources
- « Louis Dubois (homme politique, 1801-1853) », dans Adolphe Robert et Gaston Cougny, Dictionnaire des parlementaires français, Edgar Bourloton, 1889-1891 [détail de l’édition]